# Lachamp-Ribennes
Lachamp-Ribennes ist eine französische Gemeinde mit 375 Einwohnern (Stand: 1. Januar 2022) im Département Lozère in der Region Okzitanien. Sie gehört zum Arrondissement Mende und zum Kanton Marvejols.
Sie entstand als Commune nouvelle mit Wirkung vom 1. Januar 2019 durch die Zusammenlegung der bisherigen Gemeinden Lachamp und Ribennes, die in der neuen Gemeinde den Status einer Commune déléguée haben. Der Verwaltungssitz befindet sich im Ort Ribennes.

## Gliederung
| Ortsteil                   | ehemaliger INSEE-Code | Fläche (km²) | Einwohnerzahl zum 1. Januar 2022 |
| -------------------------- | --------------------- | ------------ | -------------------------------- |
| Ribennes (Verwaltungssitz) | 48126                 | 24,97        | 186                              |
| Lachamp                    | 48078                 | 25,89        | 189                              |

## Geographie
Die Gemeinde liegt rund 15 Kilometer nordwestlich von Mende in der Landschaft Margeride. Der Fluss Colagne tangiert das Gemeindegebiet.
Nachbargemeinden sind:
- Serverette und Saint-Gal im Norden,
- Monts-de-Randon mit Saint-Amans im Nordosten,
- Rieutort-de-Randon im Osten,
- Servières im Südosten,
- Gabrias und Montrodat im Süden,
- Saint-Léger-de-Peyre im Südwesten,
- Recoules-de-Fumas im Westen, sowie
- Peyre en Aubrac mit Saint-Sauveur-de-Peyre und Javols im Nordwesten.